# Z densetsu ~Owarinaki kakumei~
„Z densetsu ~Owarinaki kakumei~” (jap. Z伝説 ～終わりなき革命～) – czwarty singel japońskiego zespołu Momoiro Clover Z, wydany w Japonii przez Starchild 6 lipca 2011 roku. Jest to pierwszy singel wydany pod nową nazwą zespołu „Momoiro Clover Z”, po odejściu z grupy Akari Hayami.
Utwór tytułowy został użyty w reklamie Tokyo Joypolis. Singel osiągnął 5 pozycję w rankingu Oricon i pozostał na liście przez 17 tygodni, sprzedał się w nakładzie 22 077 egzemplarzy. Utwór zdobył status złotej płyty.

## Lista utworów
| CD |                                                                  |                    |                    |                    |      |
| Nr | Tytuł                                                            | Słowa              | Kompozycja         | Aranżacja          | Czas |
| 1. | "Z densetsu ~Owarinaki kakumei~" (jap. Z伝説 ～終わりなき革命～) | Ken'ichi Maeyamada | Ken'ichi Maeyamada | Ken'ichi Maeyamada | 5:06 |

## Notowania
| Lista                             | Pozycja |
| --------------------------------- | ------- |
| Oricon Daily Singles Chart        | 1       |
| Oricon Weekly Singles Chart       | 5       |
| Billboard Japan Hot 100           | 22      |
| Billboard Japan Hot Singles Sales | 7       |
| Billboard Japan Hot Top Airplay   | 73      |